# 蔓生莠竹
蔓生莠竹（学名：Microstegium vagans），为禾本科莠竹属下的一个植物种。